# Puente de Alcántara
El puente de Alcántara es un puente romano en arco construido entre los años 103 y 104 sobre el río Tajo en las inmediaciones de la actual localidad cacereña de Alcántara en Extremadura, España, cerca de la frontera con Portugal. Es un puente que conjuga técnica depurada con estética y funcionalidad, uno de los más claros exponentes de lo que fue la ingeniería civil romana impregnada de carácter propagandístico. Se ubica en la ruta entre Augusta Emerita, actual Mérida, y Bracara Augusta, actual Braga en el norte de Portugal, en una región alejada de grandes núcleos de población pero bien considerada en la Edad Antigua por sus yacimientos metalíferos.
El puente mide 58,2 m de altura, tiene una longitud de 194 m y consta de seis arcos, de desigual altura, sostenidos por cinco pilares que arrancan a distintos niveles. Sus altos pilares provistos de contrafuertes que realzan su verticalidad y sus arcos propician la buscada monumentalidad y se consideraron arquetipo de otras obras, como el cercano pero más modesto puente de Segura. En su arco central se alude al emperador en cuyo período se levantó, Trajano, y a los municipios de la zona que contribuyeron al proyecto. Dañado y reconstruido en varias ocasiones desde la Edad Media hasta el siglo XIX, el puente ha sido descrito por cronistas, viajeros y estudiosos que lo han podido admirar a lo largo de la historia y que han dejado testimonios de elogio desde el medievo hasta nuestros días.
El puente fue profundamente remozado con el añadido del arco central, así como de las placas que se ubican en él, a finales del siglo XV, sobre 1480, por Juan de Zúñiga y Pimentel con la intención de ensalzar la romanidad de España y unirla con el reinado de lo Reyes Católicos y su relación con el emperador Trajano de origen hispano. Tras las diferentes vicisitudes, algunos de sus arcos fueron destruidos en 1860 y fue remozado a fondo durante el reinado de Isabel II, dándole su aspecto actual. De la misma forma, el templete que está al lado de la entrada al puente en la orilla izquierda, aunque buena parte de los sillares son de origen romano, parece ser factura muy posterior, y la inscripción que ostenta en la lápida que figura en el frontón del mismo no corresponde a los hechos reales de la construcción e historia de la infraestructura.

## Ubicación
El puente romano de Alcántara se sitúa a unos 400 m al norte de la población del mismo nombre, en la carretera que conduce a Portugal, salvando el paso sobre el río Tajo. Antiguamente formaba parte de la vía Norba que comunicaba con el norte portugués, enlazando la zona intermedia de la Beira Alta con dos importantes arterias, la vía de la Plata y la vía de Lisboa a Braga. Se trataba de una vía secundaria en la red de calzadas romanas de Hispania, motivo por el que el soberbio puente no fue una obra pública patrocinada por el Estado romano, aunque era una región bien considerada por sus yacimientos metalíferos. Asimismo, en la Antigua Roma las obras de los puentes (opus pontis) eran responsabilidad de los municipium cercanos y el hecho de compartir los costes significaba que la infraestructura pertenecía a toda la región y no a un solo municipio. Esta infraestructura tuvo, por tanto, como misión poner en contacto la zona al norte del Tajo con la región sur, y fueron doce localidades, cuyos nombres figuran en una inscripción, las que costearon las obras.
El lugar elegido para salvar el cauce del Tajo es un tramo que presenta un estrechamiento natural entre dos recodos que aminoran la fuerza de su caudal. En contrapartida, las crecidas del agua en este cañón natural alcanzaban, antes de la construcción de la presa del embalse de Alcántara a mediados del siglo XX, unas elevadas alturas que obligaron a erigir una obra de ingeniería inusualmente alta.

## Descripción

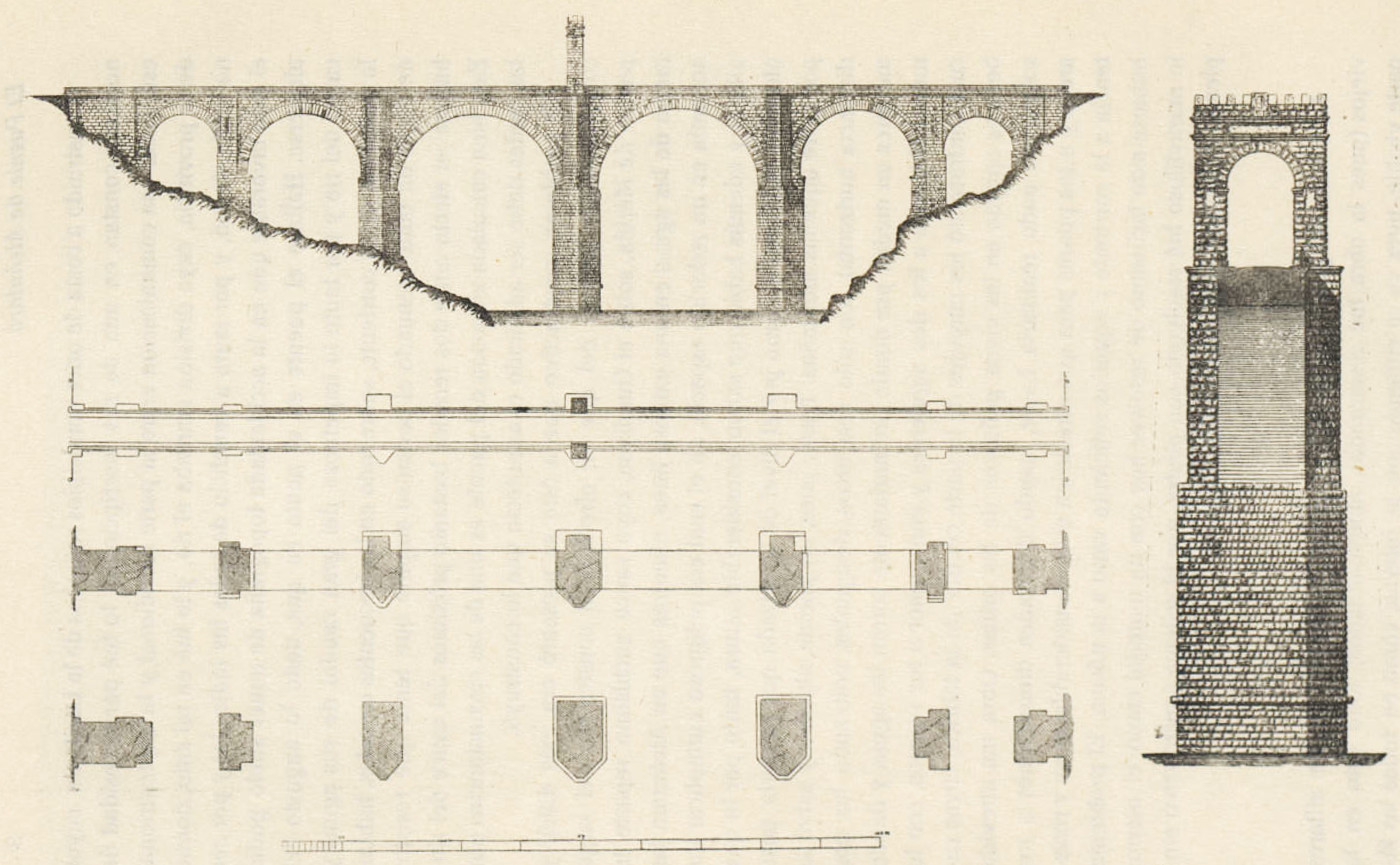
Planta, alzado y sección del puente de Alcántara, por José Ramón Mélida (1924)

El puente mide 58,2 m de altura y tiene una longitud de 194 m. Consta de seis arcos, de desigual altura, sostenidos por cinco pilares que arrancan a distintos niveles. Los soportes se distribuyeron con distanciamiento, de manera que solamente dos de ellos penetran en el agua del río, con lo cual durante el estiaje quedan preservadas de la erosión de la corriente las restantes pilas, lo que explica en parte la buena preservación de la obra. Estas dos pilas se cimentaron sobre las formaciones pizarrosas del lecho del río, como se pudo constatar al desviarse el cauce del mismo para construir la presa del embalse de Alcántara, que se encuentra a poca distancia río arriba. Los pilares son unos sólidos basamentos recubiertos de grandes sillares almohadillados, colocados a soga y tizón y con unas dimensiones consistentes de 60 × 120 cm. Se crea sí un efecto de perfecta regularidad, de la que tan solo sobresale una hilada que marca una línea horizontal en la parte baja de las pilas centrales. La planta de estas tres pilas centrales es rectangular y de ellas sobresalen, aguas arriba, unos tajamares triangulares. Los dos pilares restantes son también rectangulares, aunque con contrafuertes en ambas vertientes.

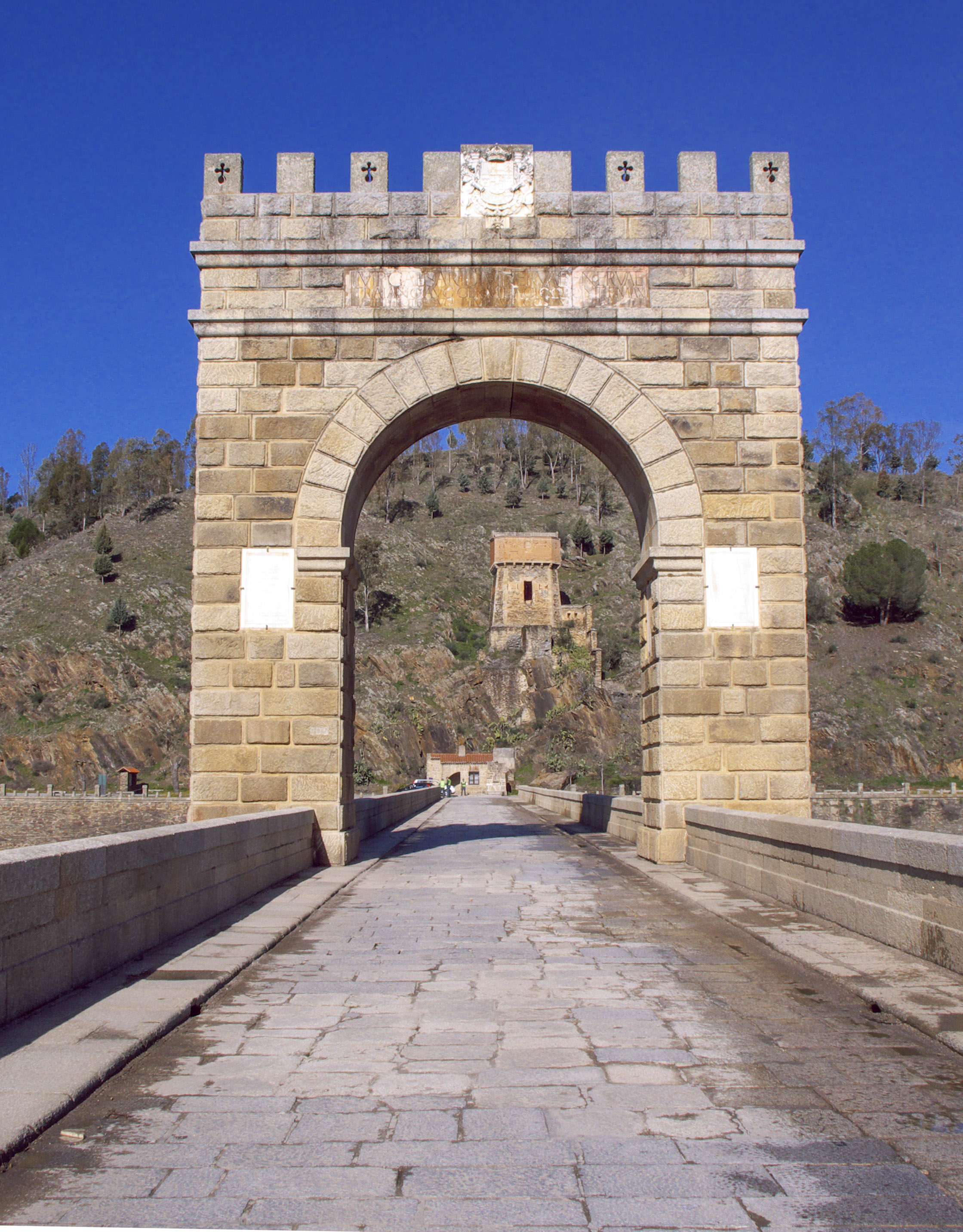
Arco de Trajano en el puente de Alcántara

Sobre las pilas cabalgan los arcos, que son de medio punto y con distintas proporciones. En toda la altura de los tímpanos, por ambas vertientes, se prolongan en altura los contrafuertes, una continuidad que contribuye a remarcar el sentido de verticalidad de una obra de gran elevación, acentuada por la construcción del arco honorífico de 14 m de altura en mitad del puente, sobre el pilar central. Esta línea marca el eje de composición del puente. Una inscripción repetida a ambos lados del arco indica que fue construido en honor al emperador romano Trajano, nacido en Hispania. La inscripción dice lo siguiente: IMP(eratori)· CAESARI· DIVI· NERVAE· F(ilio)· NERV(ae)/ TRAIANO·AVG(usto)· GERM(anico)· DACICO· PONT(ifici)· MAX(imo)/ TRIB(unicia)· POTES(tate)· VIII· IMP(eratori)· V· CO(n)S(uli)· V· P(atri)· P(atriae). Esta inscripción tiene el valor de fijar la fecha de construcción del puente entre los años 103 y 104 d. C., en los que coinciden los ordinales de las magistraturas del emperador. Su contenido lo conocemos por manuscritos que la copiaron hace siglos. En origen se disponía en el frente de una de las jambas y es posible que se complementara con otras tres inscripciones cuyo contenido, aunque se ignora, tal vez prolongara la lista de municipios o repitiera el contenido de la que se conoce.  Aunque hay hipótesis que apuntan a que la inscripción, siendo romana, fue puesta no es original del puente, sino que se colocó en la reforma que se realizó en el siglo XV y que procede de algún lugar cercano al puente, posiblemente del yacimiento romano de Alcantara.

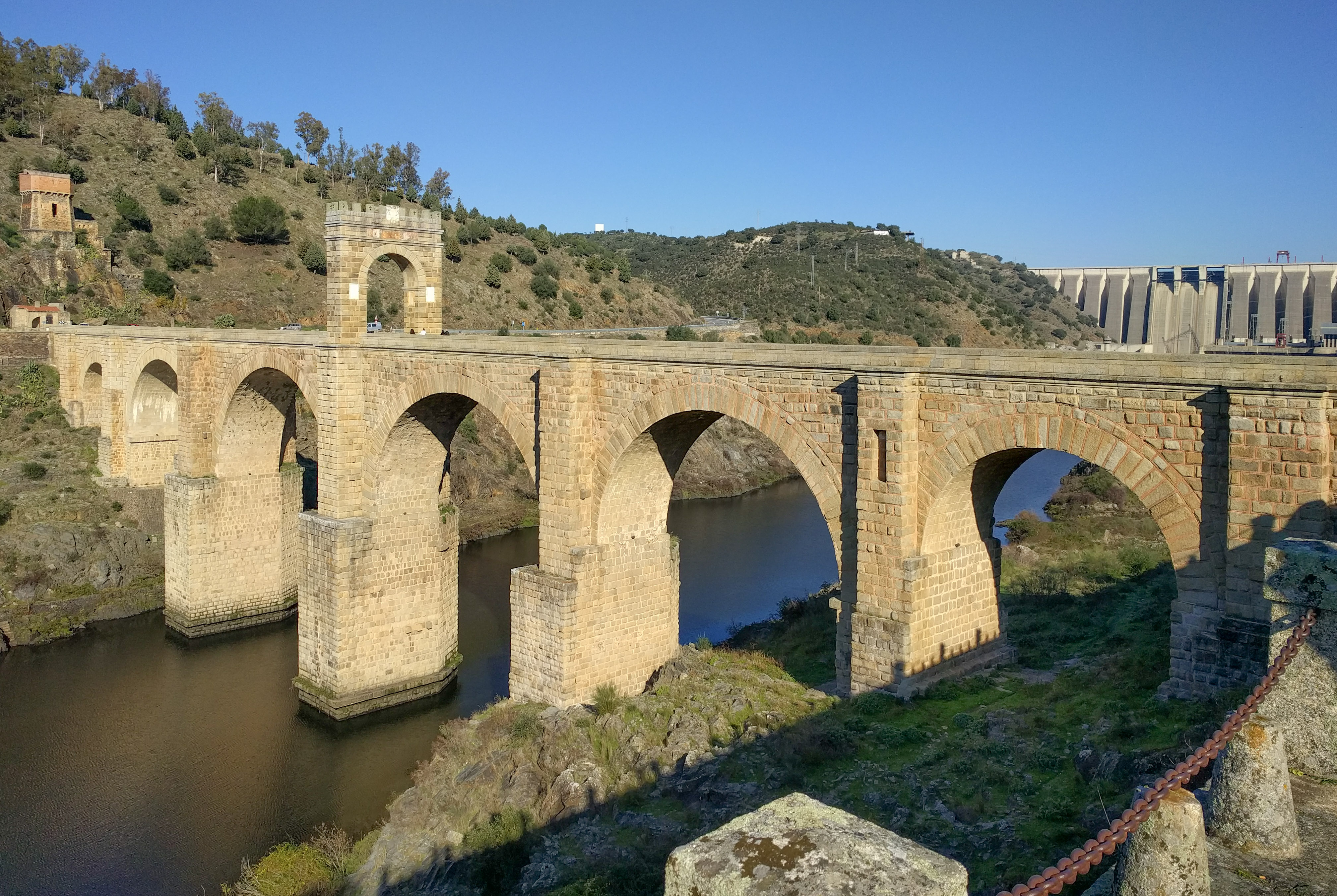
Vista del puente desde la margen izquierda del Tajo. Al fondo es visible el Embalse de Alcántara

Los dos arcos centrales son los mayores, con 28,8 m y 27,4 m de luz respectivamente; los colaterales tienen 21,4 m y los arcos extremos 13,8 m. La simetría de proporciones, por tanto, no es absoluta en anchura como tampoco en altura, porque el irregular terreno al que se debió adecuar la obra ha dado distintas dimensiones a las pilas, algo que sin embargo contrasta con la regularidad del diseño y remarca la horizontalidad de su tablero. Los vanos centrales alcanzan la máxima luz conocida en un puente romano a excepción del puente de Augusto en Narni (Italia), con 32 m, que se encuentra desplomado y por ello ilustra el peligro que suponía el volteo de arcos de tales dimensiones. No obstante, los arcos del de Alcántara han soportado el paso del tiempo y la erosión natural, pero han sufrido el daño del hombre. Aquí la relación de la pila respecto al arco es algo menor que un tercio (3,5), lo que unido a su altura proporciona al puente un perfil más diáfano y liviano que las pesadas obras de ingeniería de la Antigüedad.

## Templo romano de Alcántara

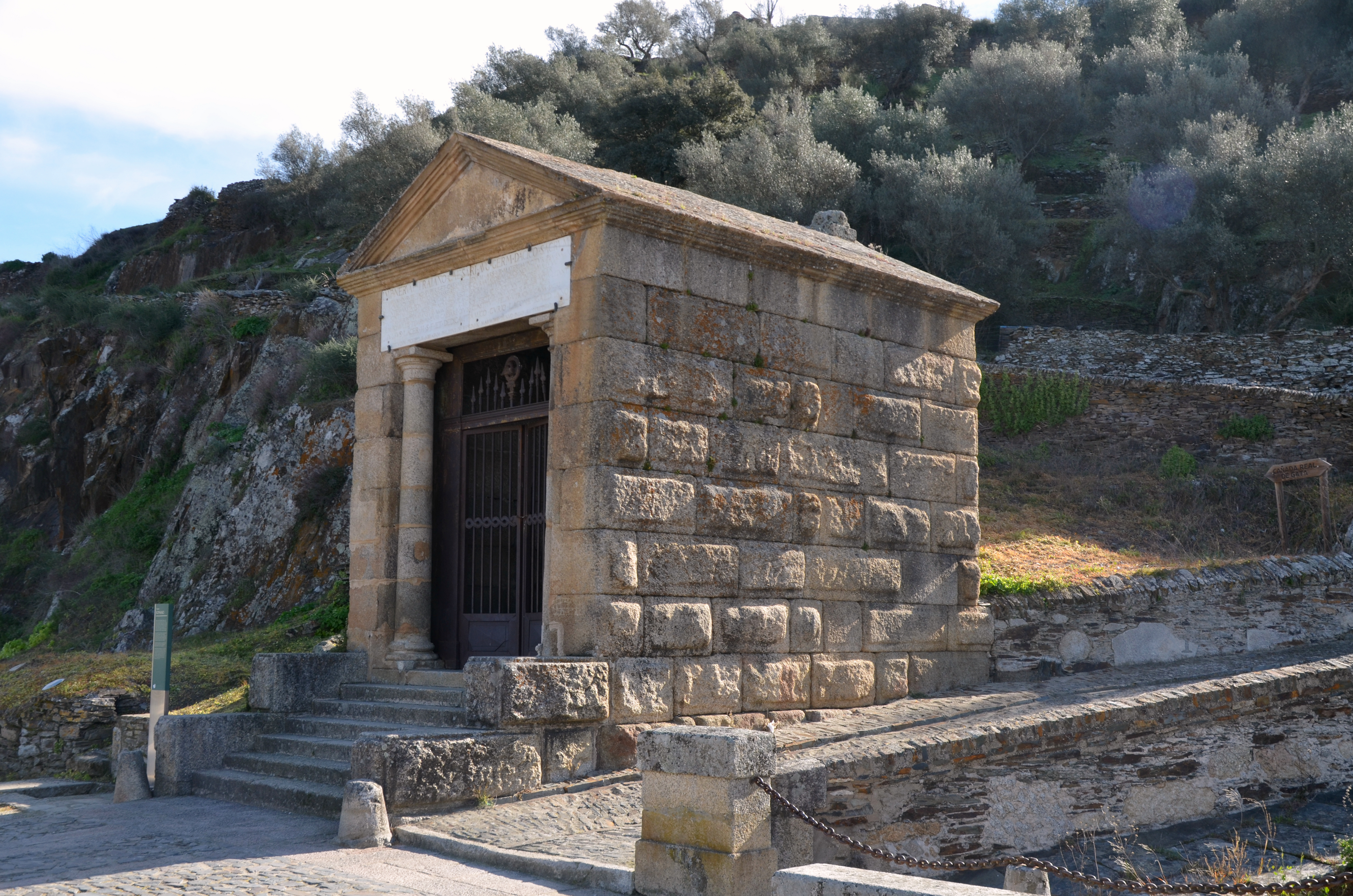
Templo romano de Alcántara

A la entrada del puente desde Alcántara hay un templete romano hecho totalmente de piedra y con cubierta a dos vertientes. Presenta dos columnas de orden toscano en la fachada y en el interior hay restos que parecen indicar una antigua división interna en naos y pronaos. Sobre su puerta se puede leer una inscripción elaborada en los siglos XVII y XIX sobre la epigrafía original romana y que tiene el gran valor de transmitirnos el nombre del ingeniero que dirigió la construcción del puente, que dedicó también el templete, Cayo Julio Lacer. Se abre la inscripción con una dedicatoria al emperador Trajano y a continuación desarrolla un epigrama en el que vuelve a aludir al César y a los dioses Romuleos, que se inicia con las siguientes consideraciones: «...quizá la curiosidad de los viajeros, cuyo cuidado es saber cosas nuevas, se pregunten quién lo hizo [el puente] y con qué intención. El puente, destinado a durar por siempre en los siglos del mundo, lo hizo Lacer, famoso por su divino arte...». La frase puede resultar pretenciosa, pero el puente sigue en pie, aunando técnica y arte, reformado varias veces pero conservando la esencia de la obra original. Al final del epigrama, en una línea independiente, se encuentra su nombre completo (G)aius I(ulius) Lacer, que no ha vuelto a aparecer en ningún documento.
Se estima que la inscripción se realizó en el siglo XV, sobre 1480, no correspondiendo con la realidad histórica, y fue una acción tendente, como toda la reforma realizada entonces en el puente por Juan de Zúñiga y Pimentel con la intención de ensalzar la romanidad de España y unirla con el reinado de los Reyes Católicos y su relación con el emperador Trajano de origen hispano. La hipótesis defendida por los investigadores Joan Carbonell y Helena Jiménez y avaladas por el ingeniero Isaac Moreno Gallo, estima que el puente se realizó en tiempos de Augusto y que la figura de  Cayo Julio Lacer no existió.

## Historia

### Edades Media y Moderna
En el siglo XII los musulmanes fundaron en sus inmediaciones un pequeño poblado bautizado Al-Qantarat ( القنطرة), «El Puente», sin necesidad de más apelativos. El puente debió pervivir intacto hasta el siglo XIII, cuando, con la Reconquista de los reinos cristianos hacia el sur, sufrió la primera de varias destrucciones. Cuando el rey Alfonso IX de León tomó definitivamente Alcántara en 1213, el puente al parecer quedó roto, no se sabe si por acción cristiana o musulmana. Posteriormente, en las luchas sucesivas entre Castilla y Portugal, Alcántara fue un importante punto de fricción. Está documentado, como dato que significa la consideración del puente, que estando cercada la villa en tiempos de los Reyes Católicos, en 1475, el rey Alfonso V de Portugal levantó el cerco a sabiendas de que Alcántara iba a cortar el puente y mandó decir a su enemigo, el duque de Villahermosa, que él daría un rodeo porque «no quería que el reino de Castilla se quedara con aquel edificio menos».
En 1480 se instala en Alcántara la Orden de Alcántara y bajo el mando de Juan de Zúñiga y Pimentel se realiza la reforma del puente orientando al mismo a ensalzar la romanidad de España y unirla a la monarquía de los Reyes Católicos que unía casi todo el territorio. En esta reforma se estima que se construyó el arco central, elemento atípico en los puentes romanos y no enlazado con la obra original, y se colocaron las placas conmemorativas, una de ellas, la que hace referencia al emperador Trajano, posiblemente traída de la cercana localidad de Alcántara.
La primera reconstrucción se hizo bajo el gobierno del rey Carlos V y las obras están bien documentadas. Se repararon los destrozos en la fábrica del primer arco de poniente, se coronó de almenas el arco central y el puente se limpió de construcciones militares, restos de su importancia estratégica en las guerras medievales. Las obras las llevó a cabo el maestro Martín López entre 1532 y 1543, bajo supervisión de los destacados arquitectos Pedro de Ibarra y Esteban de Lezcano. Para dejar memoria de la restauración se labró el escudo imperial que corona el arco del triunfo en el frente sur y tres inscripciones en las jambas donde dice: «Carlos V Emperador, Cesar Augusto y Rey de las Españas, mandó reparar este puente que deteriorado por las guerras y su antigüedad amenazaba ruina, el año del señor 1543, en el 24 de su imperio y 26 de su reinado». Todavía en el siglo XVI se practicó una segunda intervención, adjudicada a Diego de Castañeda y finalizada por Pedro de Villegas y Sebastián de Aguirre en 1577.
En 1707, durante la Guerra de Sucesión, Alcántara fue punto fronterizo afectado en las luchas entre España y Portugal. Cuando los portugueses se retiraron de la localidad, trataron de volar sin éxito el segundo arco de la orilla derecha y la explosión afectó a los paramentos del arco, que en parte cayeron, y a los pretiles, así como al núcleo de la fábrica, que empezó a presentar grietas en el arco honorífico. La restauración fue mandada por Carlos III en 1778. 

### Edad Contemporánea

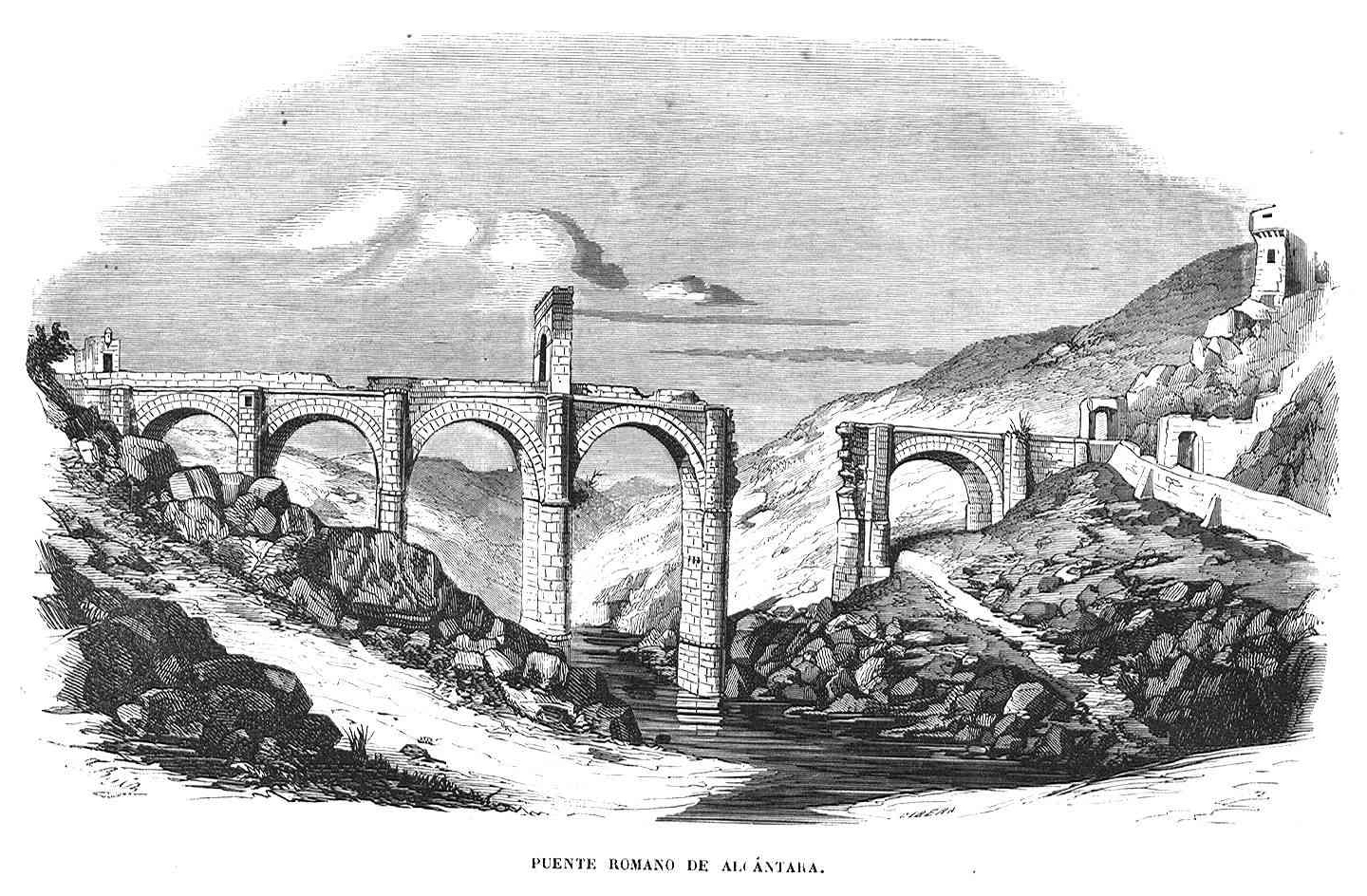
Grabado del puente de Alcántara en la revista El Museo Universal (1857). El arco que le falta fue derribado en 1809 y reconstruido en 1860

Durante la Guerra de la Independencia, para impedir el paso de las tropas napoleónicas por Alcántara, los aliados destruyeron el segundo arco de la orilla derecha en 1809. Hasta 1818 no se subsana la ausencia de este arco con la instalación de una estructura de madera para el paso de carruajes, pero en 1836, en el transcurso de la primera guerra carlista (1833-1840), fue incendiada por las tropas isabelinas para impedir el paso de los carlistas mandados por Miguel Gómez Damas que habían invadido la provincia.

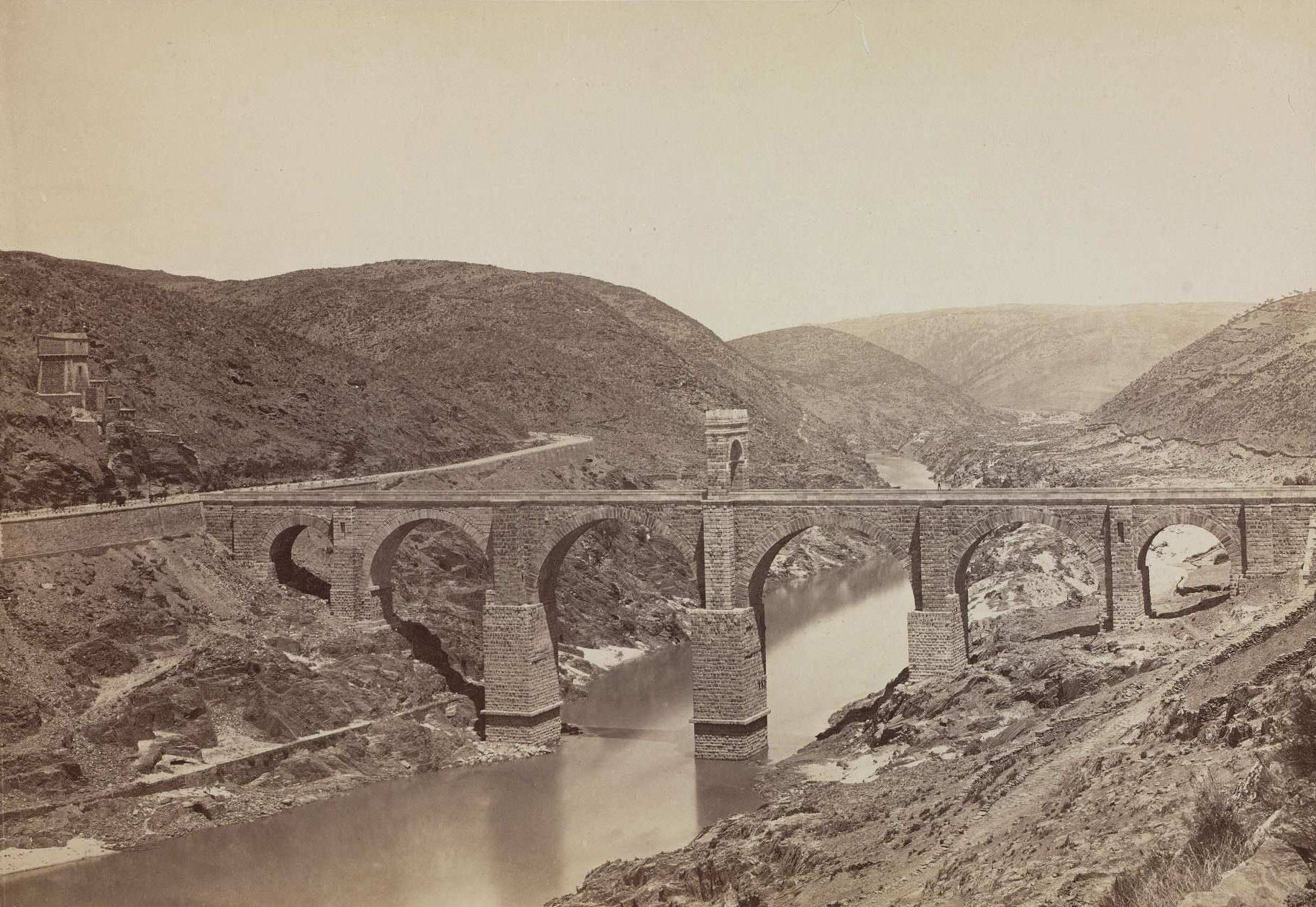
El Puente de Alcántara en una fotografía tomada hacia 1870 por J. Laurent

El arco derribado del puente fue nuevamente reconstruido en 1860 durante el reinado de Isabel II. Partió la propuesta de la Real Academia de la Historia, que encomendó las obras al Cuerpo de Ingenieros de Caminos, dirigido entonces por Alejandro Millán. Fue rehecho el arco que había sido volado, se consolidó toda la fábrica tapando las juntas de los sillares, se dispuso en su sitio el arco honorífico, que había sido desmontado al temerse el desplome de la pila central, se pavimentó la calzada y se complementó el puente con las vías que hoy existen en sus extremos. La reconstrucción consta en el arco conmemorativo dentro de una lápida situada en la jamba derecha y también se dispuso en el remate de este frente un escudo real. La citada lápida de Isabel II y otra nueva que se hizo sobre la primitiva, que daba constancia de los municipios romanos que costearon el puente, desplazaron a una de las conmemoraciones de Carlos I y a la única original que allí quedaba, que se recolocaron en el interior del arco. La inscripción isabelina dice: «Elisabeth Borbonia Hispaniarium regina, norbensem potem antiquae provinciae lusitaniae, opus iterum bello interruptum, temporis vetustate pene prolapsum restituit aditum utrimque amplificavit, viam latam ad vaccaeos fieri iussit anno domine MDCCCLIX».

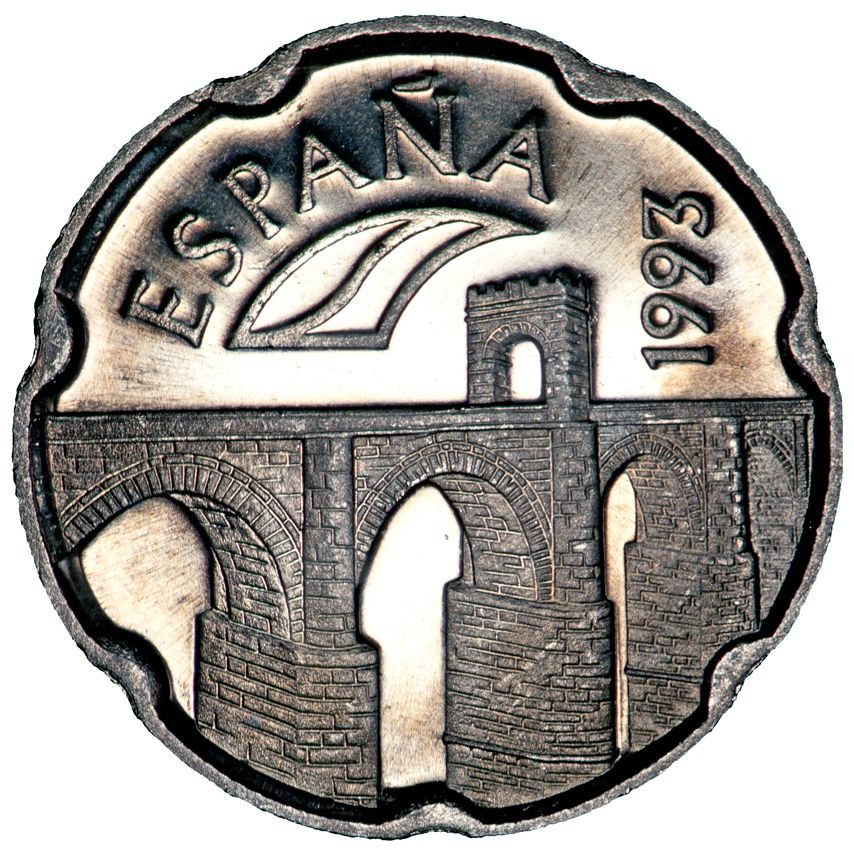
El puente en una moneda de 50 pesetas de 1993

Fue declarado Monumento Nacional el 13 de agosto de 1924,
por lo que es Bien de Interés Cultural con categoría de Monumento,
y se conmemoró el 90 aniversario de este nombramiento con una cadena humana. En septiembre de 1969, para construir el embalse de Alcántara, cuya presa se encuentra 600 metros aguas arriba, se desvió el caudal del río a través de unos túneles y el cauce quedó completamente seco en varios kilómetros. Se observó entonces que una de las pilas del puente estaba descalzándose, y se procedió a su reparación. 
El puente fue elegido «Mejor Rincón de España» de 2014 en un concurso por votación popular organizado por la Guía Repsol. En 2019 la Asamblea de Extremadura pidió impulsar su declaración como Patrimonio de la Humanidad, llevar a cabo labores de restauración y levantar un nuevo puente que permita suprimir el tránsito de unos 237 000 vehículos que anualmente atraviesan la vetusta obra de ingeniería romana.